# 匈奴語
匈奴語（きょうどご）は、騎馬遊牧国家である匈奴で話された言語である。
中国の史書から漢語（中国語）でなかったことは明らかだが、どの言語系統に属すかについては長い間論争が続いており、テュルク諸語という見方がもっとも有力であるが、モンゴル諸語、サモエード諸語、フィン・ウゴル諸語、エニセイ語族など様々な説があり、いまだに定説がない。匈奴では多くの種族による複数の言語が話されていた可能性もあり、中国文献に音写されたわずかな匈奴語が、今日のトルコ語やモンゴル語で解読されたとしても、それらが匈奴と呼ばれた遊牧民全体の言語系統を示すものとはならないことも留意が必要である。

## 語
匈奴語で「祁連」は即ち「天」の意であり、祁連山脈は「天山」と名付けられたのである。